# فيفالدو إدواردو
فيفالدو إدواردو مواليد 11 سبتمبر 1966، هو لاعب كرة يد أنغولي معتزل أصبح مدرباً. درب سابقا منتخب أنغولا لكرة اليد للسيدات.

## سجل المنافسة
شارك في البطولات التالية (كلاعب أو مدرب):
- الألعاب الأولمبية الصيفية 2012
- بطولة العالم لكرة اليد للسيدات 2011
- بطولة العالم لكرة اليد للسيدات 2013